# Fortissimo//Akkord:Bsusvier

fortissimo//Akkord:Bsusvier는 La'cryma에서 발매된 게임 소프트웨어이다. 이후 어팬트 디스크 3편이 2013년까지 릴리즈 되었다. 특히 관계사인 CIRCUS의 원화가 및 시나리오 라이터가 참가해서 이목을 받았다.

## 같이 보기
- CIRCUS
- 브로콜리